# درس‌های خصوصی (فیلم ۲۰۰۸)
درس‌های خصوصی (فرانسوی: Élève libre‎) یک فیلم درام بلژیکی به کارگردانی ژواکیم لافوس است که در سال ۲۰۰۸ منتشر شد. این اثر توسط لافوس و فرانسوا پیرو نوشته شده‌است. در جشنواره فیلم کن ۲۰۰۸ در ۱۹ مه در بخش دو هفته کارگردانان به نمایش درآمد. این فیلم نامزد هفت جایزه ماگریت شد و بهترین بازیگر مرد برای ژونتان زکی و آینده‌دارترین بازیگر زن برای پولین اتین دریافت شد.